# Antifa, chasseurs de skins
Antifa Chasseurs de Skins és un documental francès del 2008 dirigit per Marc-Aurèle Vecchione.

## Sinopsi
Al París de principis dels anys huitanta, el moviment skin s'exporta d'Anglaterra a França, amb preminència dels elements d'extrema dreta.
Llavors apareixen altres grups que reclamen la tradició del moviment: els Red Warriors, els Ruddy Fox o els Ducky Boys començaran llavors un enfrontament directe i tindran com a motivació principal el lluitar contra els caps rapats nacionalistes i els seus actes racistes, recorrent entre altres mitjans a la violència. Seran coneguts com a caçadors d'skins.

## Reaccions
El 2009, Serge Ayoub va produir amb la col·laboració d'altres antics skins d'extrema dreta, una pel·lículade resposta titulat Sur les pavés.